# 6-я армия (Российская империя)
6-я армия — общевойсковое оперативное объединение Вооружённых сил Российской империи во время Первой мировой войны.
Сокращённое наименование — 6 ОА, 2-е формирование — 6 А.
В литературе именовалась (именуется) как: Отдельная армия № 6, Петроградская армия; 6-я полевая армия.

## История

### Отдельная армия (первое формирование)
Полевое управление (штаб 6 ОА) образовано в июле 1914 года при штабе Петербургского военного округа. Командующему войсками отдельной армии были подчинены командующий Балтийским флотом и главный начальник Петербургского (с августа 1914 года — Петроградского) военного округа. В апреле 1915 года управление Отдельной армии № 6 было переформировано с использованием личного состава упраздненного Штаба Петроградского военного округа. В задачу Отдельной армии входила охрана побережья Балтийского и Белого морей, а также подступов к столице империи.
С августа 1915 по декабрь 1916 года 6-я армия входила в состав Северного фронта. После переброски управления армии в Румынию, соединения и части 6-й армии первого формирования были включены в состав войсковых объединений Северного фронта.

### Полевая армия (второе формирование)
С образованием в декабре 1916 года Румынского фронта, управление 6-й Отдельной армии было переброшено в Румынию, в состав Румынского фронта, и подверглось переформированию по штатам полевой (фронтовой, неотдельной) армии. В состав вновь созданной 6-й армии вошли соединения и части расформированной Дунайской армии. Летом 1917 года армия участвовала в Июньском наступлении, где действуя на Фокшанском направлении совместно с частями 4-й русской и 2-й румынской армий прорвали фронт противника, захватили несколько тысяч пленных и 180 орудий, продвинулись на десятки километров. Однако затем в связи с полным провалом наступления Юго-Западного фронта, успешное наступление войск Румынского фронта было прекращено.
На конец 1917 года штаб 6-й армии располагался в Болграде. Занимаемые войсками 6-й армии районы стали одним из первых очагов гражданской войны в России. В декабре 1917 года началась демобилизация войск армии, но войска Украинской Центральной рады, желая захватить её вооружение и имущество, начали насильно разоружать воинские части, расстреливая на месте всех пытавшихся сопротивляться русских солдат. Стремились разоружить русские части с большим влиянием большевиков также и румынские войска. И тем и другим оказывал активное содействие помощник главнокомандующего армиями Румынского фронта Д. Г. Щербачёв. Весь декабрь 1917 и январь 1918 года в полосе армии шли ожесточённые бои, в итоге часть сил 4-го Сибирского армейского и 47-го армейского корпусов с боями пробились к Одессе и Тирасполю.
Штаб армии был упразднён в марте 1918 года.
В ноябре 1917 года членом солдатского комитета 6-й армии был избран Котовский, примкнувший к левым эсерам. Затем Котовский, с преданным ему отрядом (бандой) революционных солдат, был уполномочен Румчеродом наводить «новый порядок» в Кишинёве и его окрестностях.

## Состав
В начале войны в состав армии входили:
- Полевое управление (штаб 6 ОА)
- 1-й армейский корпус
- 42-й армейский корпус
- 43-й армейский корпус
- Части армейского подчинения
- В оперативном отношении командующему 6-й армии был подчинён Балтийский флот, в состав армии не входивший

В ходе войны в разное время в составе армии находились 4-й, 7-й, 29-й и 47-й армейские корпуса, 4-й и 5-й Сибирские армейские корпуса, 6-й кавалерийский корпус.
На конец 1917 года армия имела в своём составе:
- Полевое управление
- IV армейский корпус
- VII армейский корпус
- XLVII армейский корпус
- IV Сибирский армейский корпус
- Дунайская флотилия

## Командующий
Командующими войсками 6-й отдельной армии и 6-й полевой армии были:
- 19.07.1914—21.06.1915 — генерал от артиллерии Фан-дер-Флит, Константин Петрович
- 30.06.1915—18.08.1915 — генерал от инфантерии Рузский, Николай Владимирович
- 20.08.1915—20.03.1916 — генерал от инфантерии Чурин, Алексей Евграфович
- 20.03.1916—12.12.1916 — генерал от инфантерии Горбатовский, Владимир Николаевич
- 12.12.1916—11.1917 — генерал от кавалерии Цуриков, Афанасий Андреевич
- 11.1917—12.1917 — генерал-лейтенант Пержхайло, Августин Антонович
- 12.1917—03.1918 — прапорщик Дегтярёв, Л. С.